# Władimir Ładarija
Władimir Konstantinowicz Ładarija (ros. Владимир Константинович Ладария, ur. 1900, zm. 4 listopada 1937) – radziecki działacz partyjny.

## Życiorys
Służył w rosyjskiej armii jako oficer, 1921 został sekretarzem odpowiedzialnym Komitetu Powiatowego Komsomołu w Gudaucie, a 1923 sekretarzem odpowiedzialnym Abchaskiego Komitetu Komsomołu Gruzji. Od 1922 należał do RKP(b), 1925 był przewodniczącym Abchaskiej Obwodowej Rady Związków Zawodowych, a od 1930 do stycznia 1936 sekretarzem odpowiedzialnym/I sekretarzem Abchaskiego Komitetu Obwodowego Komunistycznej Partii (bolszewików) Gruzji. Podczas wielkiego terroru został rozstrzelany.